# Ptychoceratodus
A Ptychoceratodus az izmosúszójú halak (Sarcopterygii) osztályának tüdőshalalakúak (Ceratodontiformes) rendjébe, ezen belül a fosszilis Ptychoceratodontidae családjába tartozó nem.
Az eddigi ismeretek szerint családjának az egyetlen neme; továbbá alrendbe még nincs besorolva.

## Rendszerezés
A nembe az alábbi 12 faj tartozik:
- †Ptychoceratodus acutus
- †Ptychoceratodus concinnus
- †Ptychoceratodus donensis
- †Ptychoceratodus gracilis
- †Ptychoceratodus hislopianus
- †Ptychoceratodus ornatus
- †Ptychoceratodus phillipsi
- †Ptychoceratodus rectangulus
- †Ptychoceratodus roemeri Skrzycki, 2015
- †Ptychoceratodus serratus
- †Ptychoceratodus szechuanensis
- †Ptychoceratodus virapa